# Гришино (Варнавинский район)
Гри́шино — деревня в составе сельского поселения Шудский сельсовет Варнавинского района Нижегородской области.

## География
Находится в 34 км к северу от Варнавино и в 166 км к северо-востоку от Нижнего Новгорода. Абсолютная высота над уровнем моря — 109 м.

### Часовой пояс
Гришино находится в часовой зоне МСК (московское время). Смещение применяемого времени относительно UTC составляет +3:00.

## История
До 2009 года деревня входила в состав сельского поселения Антонихинский сельсовет. Законом Нижегородской области от 28 августа 2009 года № 150-З сельские поселения Антонихинский сельсовет и Горкинский сельсовет объединены в сельское поселение Шудский сельсовет.

## Население
| 2002 | 2010 |
| ---- | ---- |
| 1    | ↘0   |

Национальный состав
Согласно результатам переписи 2002 года, в национальной структуре населения русские составляли 100 % из 1 человека.

## Инфраструктура
Почтовое отделение 606769 обслуживающее деревню находится в Антонихе.